# Benoît Tabaka
Pour les articles homonymes, voir Tabaka.
Benoît Tabaka, né en 1978, est un lobbyiste français, spécialiste des sujets numériques. Il est l'actuel directeur des affaires publiques de Google France.

## Biographie
Après des études de droit à la faculté de Bourgogne, il crée l'Association des internautes mécontents (ADIM) en 1998, qui se présente comme un lobby des usagers d'internet avant d'en devenir le président en septembre 1999. A ce titre, il rejoint le conseil d'orientation du Forum des droits sur l'internet. En 2002, Il devient chargé de mission au Forum des droits sur l'internet. En 2006, Il est responsable juridique de Price Minister, alors dirigé par Pierre Kosciusko-Morizet. Dans ce cadre, il crée l'Association des services Internet communautaires (Asic) en 2007, qu'il cofonde avec Giuseppe de Martino et dont il est toujours secrétaire général. 
Il devient secrétaire général du Conseil national du numérique, en avril 2011, lors de sa création (à l'époque présidé par Gilles Babinet). Il rejoint Google, comme responsable des Affaires publiques en juin 2012,, et est remplacé au Conseil national du Numérique par Jean-Baptiste Soufron.
Après être passé par Rome, puis Bruxelles, il est, depuis 2018, directeur des Affaires publiques de Google pour la France. Il s'est impliqué dans de nombreux dossiers numériques, comme la lutte contre la radicalisation en ligne, la proposition de loi sur la haine en ligne, la Taxe GAFA, les négociations sur le droit voisin des entreprises de presse ou la régulation européenne des plateformes numériques.